# Zagreb Indoors

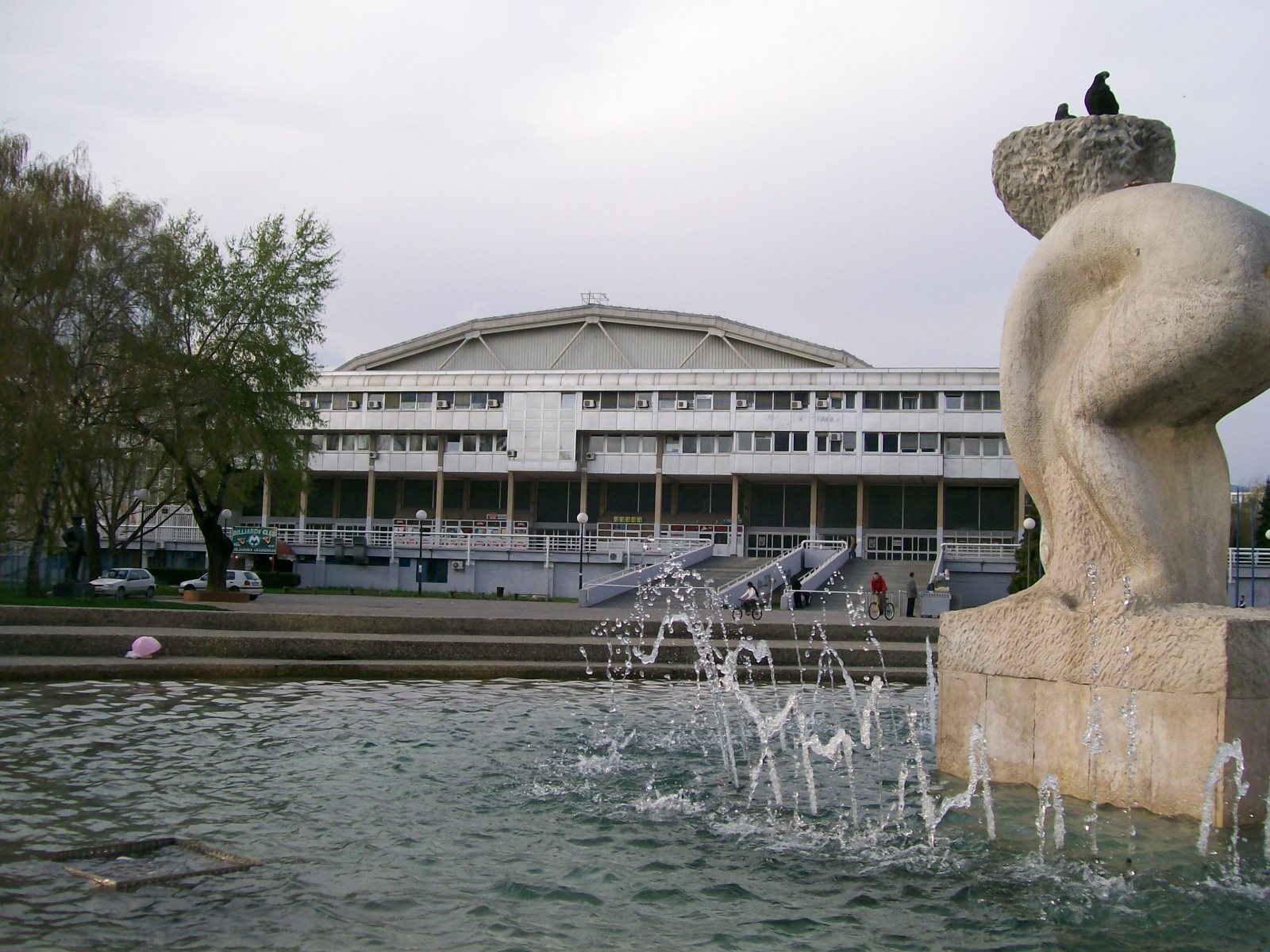
Esterno del Dom Sportova

Lo Zagreb Indoors, noto anche come PBZ Zagreb Indoors per ragioni di sponsorizzazione, è stato un torneo di tennis di categoria International Series che si disputava a Zagabria in Croazia su campi indoor in cemento.
Nato nel 2006 a Zagabria come tappa del circuito ATP Tour, prese il posto degli Internazionali di Lombardia, ebbe come sponsor la banca PBZ e si giocò a Zagabria, al palazzo dello sport Dom sportova. L'ultima edizione si svolse nel 2015.

## Albo d'oro

### Singolare
| Anno | Vincitore              | Finalista      | Punteggio        |
| ---- | ---------------------- | -------------- | ---------------- |
| 2015 | Guillermo García López | Andreas Seppi  | 7–6(4), 6–3      |
| 2014 | Marin Čilić (4)        | Tommy Haas     | 6–3, 6–4         |
| 2013 | Marin Čilić (3)        | Jürgen Melzer  | 6–3, 6–1         |
| 2012 | Michail Južnyj         | Lukáš Lacko    | 6–2, 6–3         |
| 2011 | Ivan Dodig             | Michael Berrer | 6–3, 6–4         |
| 2010 | Marin Čilić (2)        | Michael Berrer | 6–4, 6(5)–7, 6–3 |
| 2009 | Marin Čilić (1)        | Mario Ančić    | 6–3, 6–4         |
| 2008 | Serhij Stachovs'kyj    | Ivan Ljubičić  | 7–5, 6–4         |
| 2007 | Marcos Baghdatis       | Ivan Ljubičić  | 7–6(4), 4–6, 6–4 |
| 2006 | Ivan Ljubičić          | Stefan Koubek  | 6–3, 6–4         |

### Doppio
| Anno | Vincitori                         | Finalisti                          | Punteggio           |
| ---- | --------------------------------- | ---------------------------------- | ------------------- |
| 2015 | Marin Draganja Henri Kontinen     | Fabrice Martin Purav Raja          | 6–4, 6–4            |
| 2014 | Jean-Julien Rojer Horia Tecău (2) | Philipp Marx Michal Mertiňák       | 3–6, 6–4, [10–2]    |
| 2013 | Julian Knowle Filip Polášek       | Ivan Dodig Mate Pavić              | 6–3, 6–3            |
| 2012 | Marcos Baghdatis Michail Južnyj   | Ivan Dodig Mate Pavić              | 6–2, 6–2            |
| 2011 | Dick Norman Horia Tecău (1)       | Marcel Granollers Marc López       | 6–3, 6–4            |
| 2010 | Jürgen Melzer Philipp Petzschner  | Arnaud Clément Olivier Rochus      | 3–6, 6–3, [10–8]    |
| 2009 | Martin Damm Robert Lindstedt      | Christopher Kas Rogier Wassen      | 6–4, 6–3            |
| 2008 | Paul Hanley Jordan Kerr           | Christopher Kas Rogier Wassen      | 6–3, 3–6, [10–8]    |
| 2007 | Michael Kohlmann Alexander Waske  | František Čermák Jaroslav Levinský | 7–6(5), 4–6, [10–5] |
| 2006 | Jaroslav Levinský Michal Mertiňák | Davide Sanguinetti Andreas Seppi   | 7–6(6), 6–1         |